# Protestantismo no Brasil

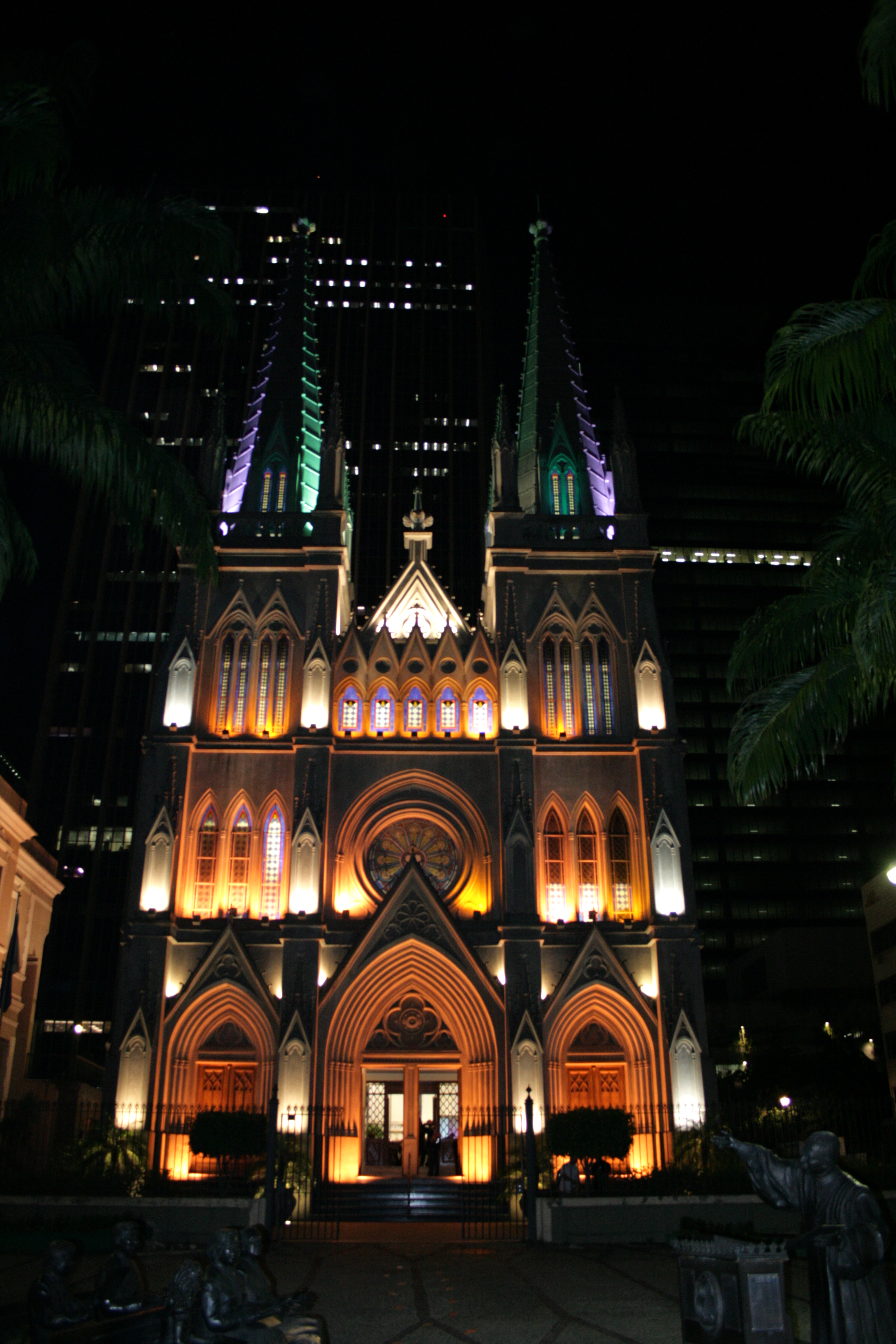
Igreja Presbiteriana do Rio de Janeiro.

O protestantismo chegou ao Brasil no período colonial com as tentativas francesas e holandesas de se firmarem no país. Consolidou-se a partir da abertura dos portos, embora o catolicismo continuasse oficial durante boa parte do século XIX. Desde a separação Estado e religião com a República, o protestantismo floresceu, sendo hoje o segundo maior segmento religioso do Brasil.
Segundo o censo realizado pelo Instituto Brasileiro de Geografia e Estatística (IBGE) em 2010 havia cerca de 42,3 milhões de fiéis no país, o que representava 22,2% da população brasileira. Em 2022, o censo relatou que protestantes ou evangélicos representavam 26,85% da população.
Antes do censo de 2022, projeções de vários pesquisadores, incluindo o IBGE, estimavam que o Brasil seria de maioria protestante em 2032. Porém, o censo de 2022 revelou que, embora o número de evangélicos tenha crescido 5,2 pontos percentuais em relação a 2010, esse crescimento foi inferior ao registrado em décadas anteriores. Segundo projeta o demógrafo José Eustáquio Diniz Alves, se o ritmo de crescimento evangélico manter-se igual ao registrado entre 2010 e 2022, a substituição do catolicismo pelo protestantismo como a principal religião do Brasil só ocorreria em 2049. Por sua vez, o sociólogo Paul Freston defende a tese de que o Brasil nunca terá uma maioria evangélica, pois haverá um teto de crescimento do protestantismo, que ele afirma ser de 35%, assim como um piso de decréscimo do catolicismo, que possivelmente se manterá em torno de 50% e dificilmente abaixo de 40% .

## História

### Período colonial

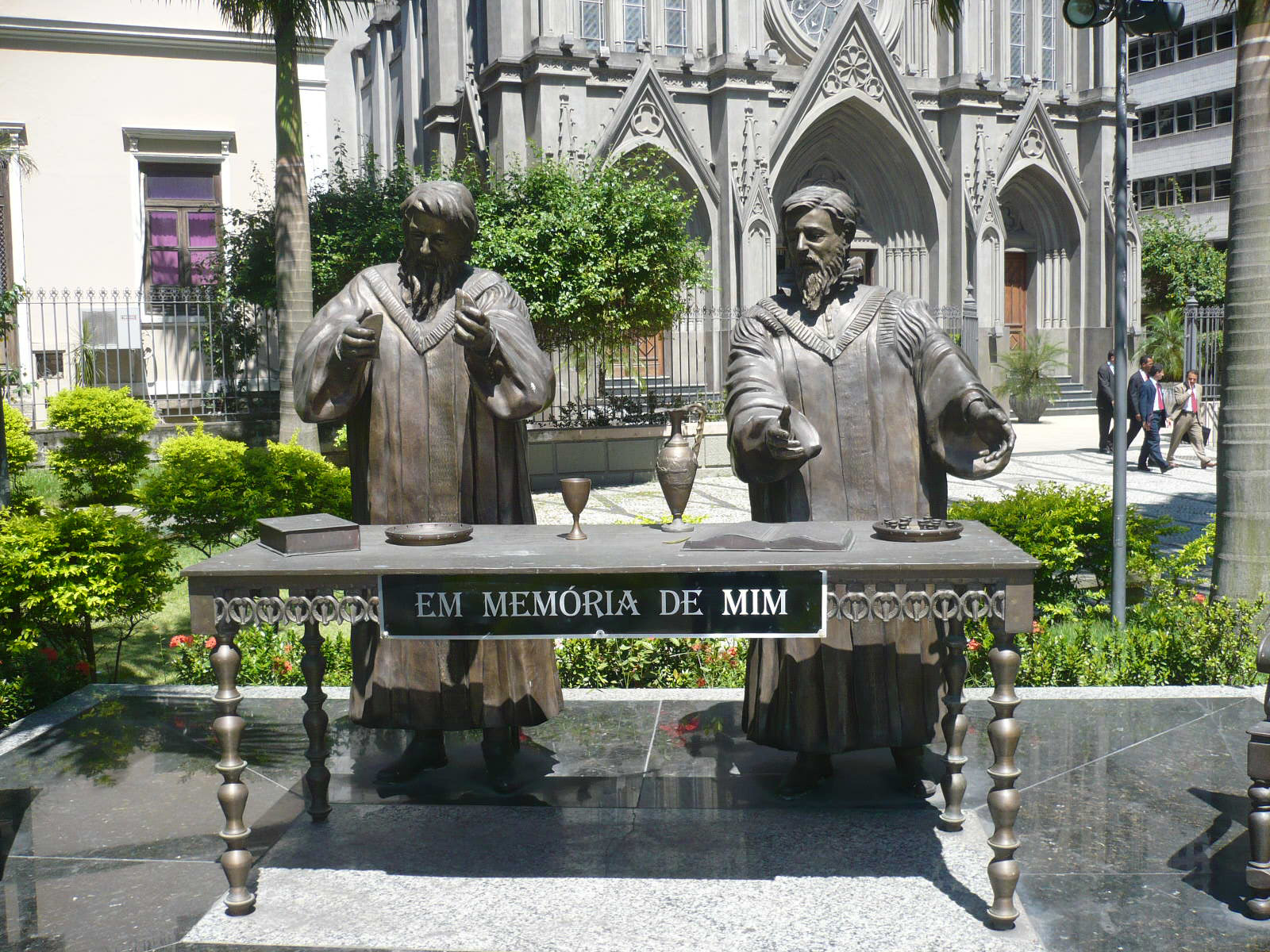
Escultura representando a primeira santa ceia protestante no Brasil, em frente à Catedral Presbiteriana, no Rio de Janeiro.

No ano de 1532, chegou, ao Brasil, o primeiro protestante: o luterano Heliodoro Heoboano, filho de um amigo de Lutero, que aportou em São Vicente.
O protestantismo calvinista chegou ao Brasil pela primeira vez com viajantes e nas tentativas de colonização do Brasil por huguenotes (nome dado aos reformados franceses) e reformados holandeses e flamengos durante o período colonial. Esta tentativa não deixou frutos persistentes. Uma missão francesa enviada por João Calvino se estabeleceu, em 1557, numa das ilhas da baía de Guanabara, fundando a França Antártica. No mesmo ano, esses calvinistas franceses realizaram o primeiro culto protestante no Brasil e, de acordo com alguns, da própria América. Mas, pela predominância católica, foram obrigados a defender sua fé ante as autoridades, elaborando a Confissão de Fé de Guanabara, assinando, com isso, sua sentença de morte, pondo um fim no movimento. Inclusive, o padre José de Anchieta é acusado de ter puxado a alavanca de enforcamento de um dos reverendos mortos.

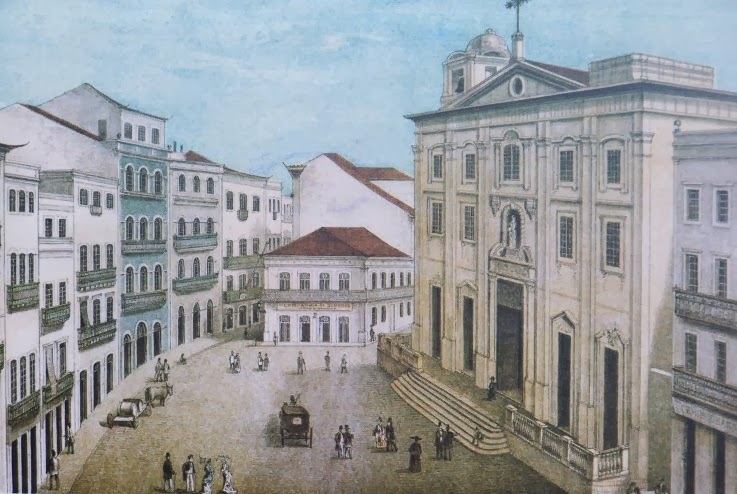
A Igreja do Corpo Santo, no Recife, foi o maior templo protestante do Brasil Colônia. Assim como as edificações em seu entorno, foi demolida para a construção de uma avenida.

Por volta de 1630, durante o domínio holandês em Pernambuco, a Igreja Reformada Neerlandesa (em holandês: Nederlandse Hervormde Kerk, ou NHK) instalou-se no Brasil. Foram fundadas 22 igrejas protestantes no Nordeste do Brasil, sendo que a maior era a do Recife, que contava inclusive com uma congregação inglesa e uma francesa. Esta se reunia no templo Gálico, que tinha, no conde Maurício de Nassau, seu membro mais ilustre. Segundo o professor Alderi Souza de Matos, "as igrejas foram servidas por mais de 50 pastores ('predicantes'), além de pregadores auxiliares ('proponentes') e outros oficiais. Havia também muitos 'consoladores dos enfermos' e professores de escolas paroquiais". A Igreja Cristã Reformada batizou indígenas, lutou por sua libertação e pretendia traduzir a Bíblia para o tupi e ordenar pastores indígenas. Esse período se encerrou com a Guerra da Restauração portuguesa. Quando não houve mais condições de manter Recife, o Nordeste foi devolvido a Portugal. Terminava, assim, a missão cristã reformada, impossível sem a proteção de um país protestante. Um grupo de indígenas potiguara seguiu resistindo e praticando a fé reformada até 1692, movimento que a historiadora cearense Jaquelini de Souza chama de Igreja Reformada Potiguara.

### Brasil monárquico

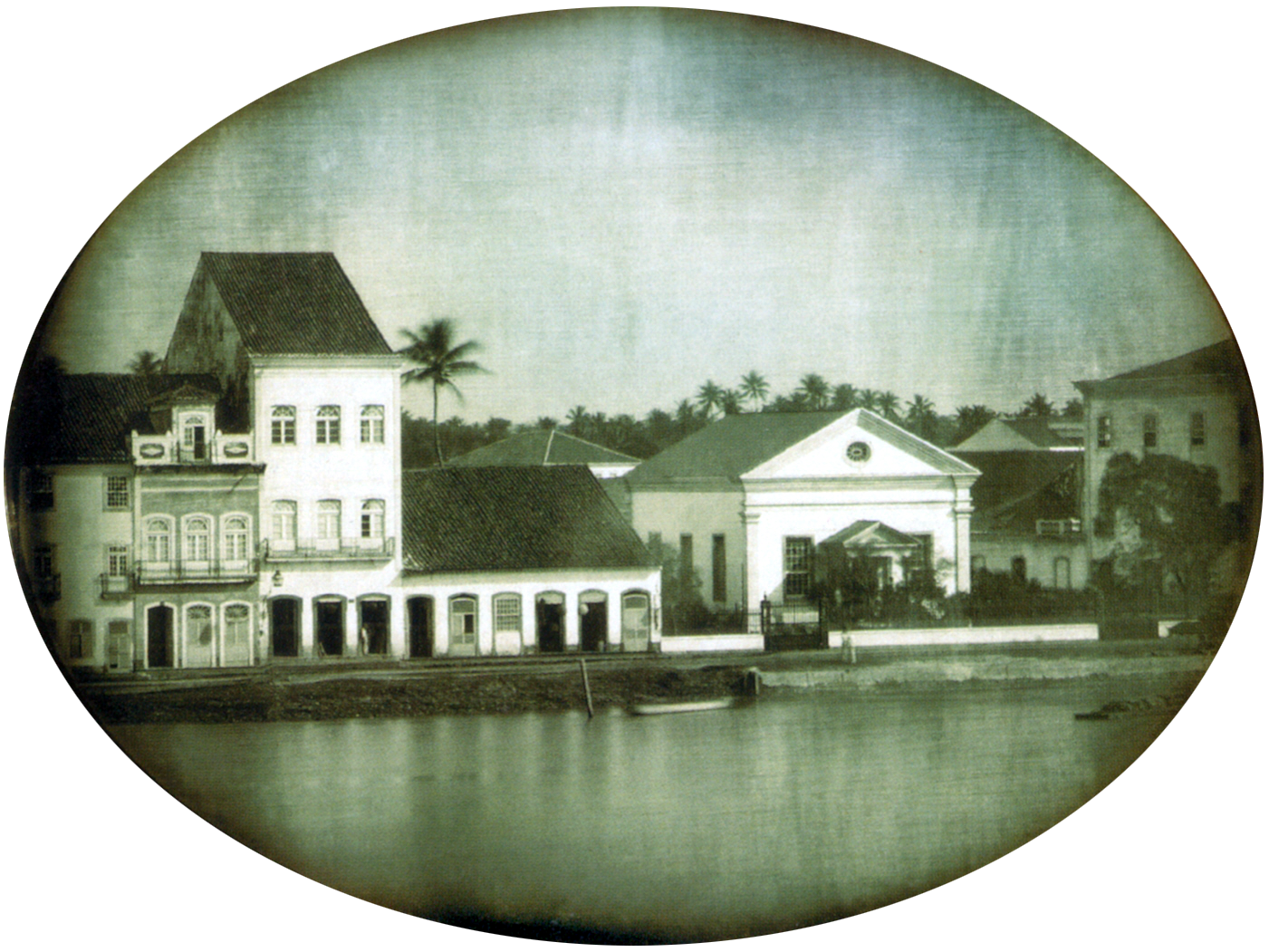
A antiga Capela Anglicana do Recife em fotografia do estadunidense Charles Fredricks, 1851. Em meados século XIX, as três principais cidades brasileiras, Recife, Salvador e Rio de Janeiro, já contavam com templos anglicanos e cemitérios para a colônia inglesa.

No período joanino e imperial ocorreu a inserção definitiva do protestantismo no Brasil. Nessa fase, predominou o protestantismo de imigração e o início de atividades missionárias, principalmente de organizações britânicas, americanas e germânicas. Entretanto, o protestantismo dessa época viu-se limitado pela constituição imperial de 1824 que, apesar de dar liberdade de culto, reconhecia o catolicismo como oficial. Dessa forma, as perseguições veladas ou consentidas pelo Estado tornaram difícil o enraizamento do protestantismo ao largo da sociedade brasileira do século XIX.
As primeiras igrejas com atividade contínua chegaram ao Brasil quando, com a vinda da família real portuguesa para o Brasil e a abertura dos portos a nações amigas por meio do Tratado de Comércio e Navegação. Em 1811, comerciantes ingleses estabeleceram a Igreja Anglicana no país. Seguiu-se a implantação de outras igrejas protestantes de imigrantes, principalmente a Igreja Luterana, trazida por imigrantes alemães a partir de 1824.
A primeira comunidade luterana foi a de Nova Friburgo, no Rio de Janeiro organizada em 1824 por Friedrich Osvald Sauerbronn, o primeiro pastor luterano no Brasil. O luteranismo se estabeleceu e expandiu em solo brasileiro através da Imigração alemã no Brasil. No Rio Grande do Sul o primeiro pastor luterano Georg Ehlers chegou com a terceira leva de imigrantes a São Leopoldo também em 1824. Mas tais igrejas protestantes eram restritas às comunidades de imigrantes.

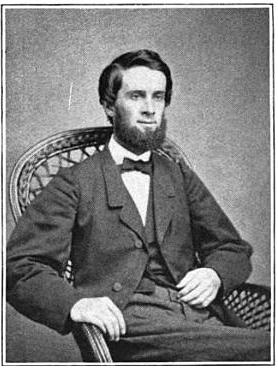
Reverendo Ashbel Green Simonton, fundador da Igreja Presbiteriana do Brasil.

Na segunda metade do século XIX o protestantismo norte-americano começou a enviar missionários para a América Latina, envolvidos com a crença do destino manifesto.
Em 1835, o reverendo Foutain Elliot Pitts foi enviado pela Igreja Metodista Episcopal, dos Estados Unidos, com a missão de avaliar as possibilidades do estabelecimento de uma missão metodista nas terras brasileiras. Chegando ao país com uma carta de recomendação do então presidente americano Andrew Jackson, o rev. Pitts desembarcou no Rio de Janeiro. Mais tarde em 1836 e 1837, foram enviados o rev. Justin Spaulding e rev Daniel Parish Kidder, com suas respectivas famílias, para compor a missão. Mas essa primeira tentativa não teve continuidade
Em 1855, Robert R. Kalley, médico e missionário escocês, chegou ao Rio de Janeiro e, em 1858, fundou a Igreja Evangélica Fluminense, a mais antiga igreja protestante com ofícios religiosos em língua portuguesa. Essa congregação não tinha filiação direta com nenhuma denominação protestante, sendo, atualmente, uma Igreja Congregacional.
Em 1859, o missionário Ashbel Green Simonton, da Igreja Presbiteriana dos Estados Unidos, chegou ao Brasil e:
- em janeiro de 1862, fundou a primeira Igreja Presbiteriana no Rio de Janeiro;
- em 1864, fundou o jornal Imprensa Evangélica; e
- em 1867, organizou o primeiro seminário teológico protestante, no Rio de Janeiro.

O ex-padre José Manoel da Conceição (1822-1873) converteu-se ao protestantismo, tornando-se presbiteriano, e foi o primeiro brasileiro a ser ordenado ministro protestante, em 17 de dezembro de 1865.
Em meados de 1859, o pastor batista Thomas Jefferson Bowen e sua esposa, instalaram-se no Rio de Janeiro e deram início ao trabalho missionário, mas essa primeira missão batista duraria pouco tempo, sendo interrompida com a volta dos missionários.
Em agosto de 1867, pouco após a Guerra da Secessão, o reverendo Junius E. Newman, da Igreja Metodista Episcopal do Sul dos Estados Unidos, chegou ao Brasil e organizou a primeira congregação metodista em Saltinho, próximo a Santa Bárbara d'Oeste (São Paulo), junto aos imigrantes oriundos do sul dos Estados Unidos que ali se instalaram. Além de Newman, outros missionários metodistas foram enviados ao Brasil, nos anos seguintes.
Em 1871, A exemplo dos metodistas e presbiterianos que organizaram congregações junto aos sulistas norte-americanos radicados em Santa Bárbara, os batistas fundaram duas congregações de imigrantes: a de Santa Bárbara d'Oeste e outra em um local chamado Station, uma estação da estrada de ferro.
Em março de 1881, foram enviados ao Brasil, os missionários batistas William Buck Bagby, sua esposa Anne Luther Bagby, Zachery Clay Taylor e  sua esposa Kate Grawfort Taylor. Em fevereiro de 1882, os casais Bagby e Taylor, em companhia do ex-padre Antonio Teixeira de Albuquerque, integrado à Igreja Batista em Santa Bárbara d'Oeste, transferiram-se para a Bahia.
 Em 1907 fundava-se a Convenção Batista Brasileira.
A Igreja Adventista chegou por intermédio de publicações alemãs enviadas para Brusque em Santa Catarina, tendo o porto de Itajaí como porta de entrada, isso em 1884, nessa época surgiram os primeiros conversos. Em maio de 1893, Alberto B. Stauffer chegou ao Brasil como missionário e introduziu a colportagem no país. Em 1896 organiza-se o primeiro templo adventista em Gaspar Alto. Também em 1896, foi fundada, em Curitiba, a primeira Escola Adventista no país.

### Brasil republicano

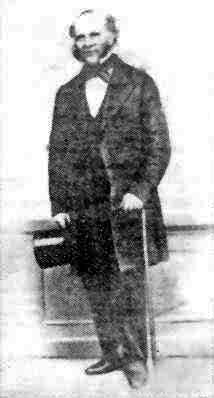
Reverendo Robert Reid Kalley, o introdutor do congregacionalismo no Brasil.

O protestantismo no Brasil republicano caracterizou-se pela intensificação de atividades missionárias estrangeiras, a nacionalização de denominações históricas e a propalação do pentecostalismo. Nessa fase, o país passou a gozar liberdade religiosa constitucional, com separação entre estado e religião, o que permitiu o avanço do protestantismo no Brasil.
Em 1910, o Brasil recebeu o pentecostalismo, com a chegada da Congregação Cristã no Brasil  e da Assembleia de Deus. Esta, em particular, foi trazida ao Brasil por dois missionários suecos, Daniel Berg e Gunnar Vingren, e estabeleceu-se inicialmente no norte, no Pará.
Também no início do século XX se estabeleceram no Brasil denominações evangelicalistas e do Movimento de Santidade. Em 1922, chegou ao país o Exército de Salvação, igreja reformada de origem inglesa, pelas mãos de David Miche e esposa, um casal de missionários suíços. Em 1928, chegou ao Brasil a igreja Metodista Livre, desenvolvendo seu trabalho entre japoneses, como também fez a Igreja Evangélica Holiness.
Em 1932, alguns ministros brasileiros da Assembleia de Deus  devolveram voluntariamente suas credenciais de obreiros e organizaram Igreja de Cristo no Brasil em Mossoró.
Nos anos 1950, surgiu uma nova onda do pentecostalismo, com a influência de movimentos de cura divina e expulsão de demônios que geraram diferentes denominações: A primeira delas a ser fundada em solo brasileiro foi a Igreja do Evangelho Quadrangular (inicialmente fundada com o nome Igreja Evangélica do Brasil) em 15 de novembro de 1951, na cidade paulista de São João da Boa Vista, trazida pelos missionários Harold Edwin Williams e Jesus Hermírio Vaquez Ramos, que se instalaram inicialmente na cidade mineira de Poços de Caldas. Por influência desta, muitas outras surgiram tais como: Igreja Pentecostal O Brasil para Cristo fundada pelo já falecido missionário Manoel de Mello, que pertenceu ao ministério Quadrangular. Em 1962 surgiu a Igreja Pentecostal Deus é Amor, fundada pelo missionário David Miranda.
Também nesta época várias igrejas protestantes que eram tradicionais adicionaram o fervor pentecostal, como exemplos, a Igreja Presbiteriana Renovada, a Igreja Cristã Maranata, a Convenção Batista Nacional. A Igreja Cristã Maranata foi fundada em outubro de 1968 no morro do Jaburuna em Vila Velha, Espírito Santo por quatro antigos membros da Igreja Presbiteriana do Centro de Vila Velha.
Desde que o trabalho missionário continuou no Brasil, sua população protestante cresceu para mais de 15,12% em 2020.
Há diversas explicações para o crescimento protestante no Brasil nas últimas décadas. Entre os motivos estão, por exemplo, as migrações internas. No país, as religiões evangélicas tendem a crescer nas regiões de expansão da fronteira agrícola e nas favelas e municípios de regiões metropolitanas. Nessas áreas, muitos moradores são migrantes de outras partes do país. Como são zonas de ocupação recente, verifica-se a ausência tanto do Estado quanto da Igreja Católica — que não tem agilidade para deslocar padres e paróquias. Por sua vez, as igrejas evangélicas são mais ágeis e acabam suprindo essa ausência. Já regiões que não recebem migrantes, onde a população já está estabelecida, ou no interior rural, a tendência é as pessoas continuarem seguindo a mesma religião com a qual cresceram. Outra explicação é o maior proselitismo religioso: o evangelismo está presente na mídia, na televisão e rádios, além dos próprios meios de comunicação que as igrejas adquirem, comprando espaços em televisões abertas.
Outra razão importante para o crescimento do protestantismo foi o proselitismo financiado pelos Estados Unidos. Através dos esforços da Agência Central de Inteligência e de outros países durante a Operação Condor e ao longo da Guerra Fria, o protestantismo evangélico (especificamente) foi promovido contra o catolicismo e movimentos politicamente moderados a liberais, com a assistência dos governos brasileiro e de outros países latino-americanos influenciados pelos EUA durante esse período. Henry Kissinger alertou o presidente americano Richard Nixon de que a Igreja Católica era inimiga dos interesses americanos na América Latina com a introdução da Teologia da Libertação. O governo Nixon trabalhou com um grupo conhecido como "A Família" para desestabilizar religiosamente a América Latina e importar o protestantismo evangélico dos Estados Unidos.
O crescimento do protestantismo convergiu sua influência na política brasileira. O crescimento do protestantismo evangélico, no entanto, também aumentou as críticas ao cristianismo protestante. Relatórios consideram os evangélicos o grupo religioso mais intolerante do Brasil, a partir de 2024.

## Demografia
Denominações Protestantes no Brasil (2010)
Segundo o censo de 2010 feito pelo IBGE essa é a ordem de denominações protestantes por membros:
- Igreja Evangélica Assembleia de Deus (12.314.410 membros)
- Igreja Batista  (3.723.853 membros)
- Igreja Congregação Cristã do Brasil (2.289.634 membros)
- Igreja Universal do Reino de Deus (1.873.243 membros)
- Igreja do Evangelho Quadrangular (1.808.389 membros)
- Igreja Adventista do Sétimo Dia (1.561.071 membros)
- Igreja Evangélica Luterana (999.489 membros)
- Igreja Evangélica Presbiteriana (921.209 membros)
- Igreja Pentecostal Deus é Amor (845.383 membros)
- Igreja Cristã Maranata (356.021 membros)
- Igreja Evangélica Metodista (340.938 membros)
- Igreja o Brasil para Cristo (196.665 membros)
- Igreja Evangélica Casa da Benção (125.550 membros)
- Igreja Evangélica Congregacional (109.591 membros)
- Igreja Cristã Nova Vida (90.568 membros)

Apesar da Igreja Universal do Reino de Deus e mais algumas igrejas neopentecostais serem consideradas seitas por grande parte dos protestantes (por infringirem algumas das Cinco Solas), ela foi colocada como igreja de origem pentecostal pelo IBGE.
Entre as maiores denominações protestantes históricas do Brasil em número de adeptos estão os batistas (3,7 milhões), os adventistas (1,5 milhão), os presbiterianos (0,9milhão), luteranos (1 milhão) e metodistas (340 mil).
Entre os pentecostais e os neopentecostais, os grupos com o maior número de seguidores são a Assembleia de Deus (12,3 milhões), a Congregação Cristã no Brasil (2,3 milhões), a Igreja Universal do Reino de Deus (1,8 milhão) e a Igreja do Evangelho Quadrangular (1,8 milhão). O segmento religioso cristão protestante apresentou um forte crescimento no país nos últimos anos, aumentando o seu número de seguidores em 61% no período compreendido entre 2000 e 2010.
Os dados do censo 2010 mostram que as religiões evangélicas de origem pentecostal são as que têm a maior proporção de fieis com renda per capita inferior a um salário mínimo: 63,7% do total. Os dados do IBGE (Instituto Brasileiro de Geografia e Estatística) também mostram diferenças entre as áreas rurais e urbanas do país. Nas zonas rurais, 77,9% são católicos e 10,1% são evangélicos de origem pentecostal, enquanto nas zonas urbanas esses percentuais são de 62,2% e 13,9%, respectivamente. Na média do país, 64,6% se declararam católicos e 12,2%, evangélicos pentecostais.
As igrejas que mais cresceram no período de 2000-2010 foram as igrejas pentecostais, dentre elas a Assembleias de Deus, igreja evangélica/protestante que mais cresceu, passando de 8,4 milhões para 12,3 milhões de fiéis.
No mesmo período a Igreja Universal do Reino de Deus passou de 2,102 milhões para 1,873 milhão.
Já a Igreja Mundial do Poder de Deus ganhou 315 mil seguidores e apareceu pela primeira vez na lista de igrejas do censo. A congregação foi fundada no final da década de 1990 por Valdemiro Santiago, após ele deixar a Igreja Universal, onde era pastor.

A Congregação Cristã no Brasil também sofreu queda no número de membros, somente no estado de São Paulo perdeu 27% o membros em 10 anos.
A Igreja Presbiteriana do Brasil tem mostrado crescimento no período de 2010-2015. Em 2011 a igreja relatou 1.011.300 membros, número 9,7% maior do que o obtido no censo de 2010. Algumas instituições da igreja, criticam a exaltação dos números de crescimento do protestantismo no Brasil, por motivo de que este deveria mudar mais significativamente os hábitos e comportamentos de seus membros.
Um pesquisa realizada em toda a América Latina, divulgada em 2014 relatou que o número de protestantes no Brasil já chegava a 26% da população brasileira, enquanto os católicos estariam em 61%.
Segundo pesquisa de 2014, 54% dos evangélicos no Brasil foram criados no catolicismo, mas abandonaram a religião por alguma razão.

### Maioria religiosa

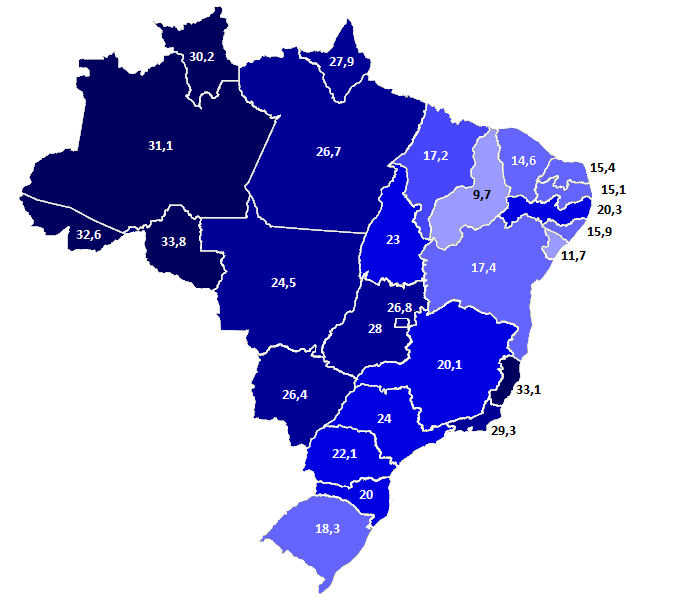
Percentual de Evangélicos por Estado (2010)

Segundo o censo de 2022, Acre (44,4% da população) e Rondônia (41,1%) foram os dois únicos estados onde os evangélicos se tornaram o grupo religioso mais numeroso, superando os católicos pela primeira vez na História.
Em muitos municípios brasileiros os protestantes tiveram um papel significativo na fundação e desenvolvimento da cidade, como cidades de imigração alemã e fundadas por missões presbiterianas. Em outras o crescimento da religião fez com que o Protestantismo se tornasse majoritário no município.
Segundo o censo do IBGE em 2010 o Protestantismo foi a maior religião nas seguintes cidades:
- Alto Caparaó (Minas Gerais)[60]
- Cristianópolis (Goiás)[61]
- Guaraíta (Goiás)[62]
- Palestina de Goiás (Goiás)[63]
- Belford Roxo (Rio de Janeiro)[64]
- Nova Iguaçu (Rio de Janeiro)[65]
- Silva Jardim (Rio de Janeiro)[66]
- Seropédica (Rio de Janeiro)[67]
- Cajati (São Paulo)[68]
- Arroio do Padre (Rio Grande do Sul)[69]
- São Lourenço do Sul (Rio Grande do Sul)[70]
- Itapuã do Oeste (Rondônia)[71]
- Caroebe (Roraima)[72]
- Laranja da Terra (Espírito Santo)[73]
- Santa Maria de Jetibá (Espírito Santo)[74]

### Pesquisas Demográficas Especulativas
O Pew Research Center publicou também um estudo realizado entre 2013 e 2014 em que os protestantes já representavam 26% da população brasileira e, segundo pesquisa do Instituto de Pesquisa Datafolha, no fim de 2014 os protestantes já seriam 29% da população do país, mostrando um rápido crescimento do grupo religioso no país, parte de uma mais ampla ascensão das igrejas evangélicas na América Latina. E segundo o Latinobarómetro, em 2017, 27% da população brasileira era protestante. Em 2020, no entanto, outra pesquisa religiosa global da Associação de Dados e Arquivos Religiosos estimou que o protestantismo representava 15,12% da população brasileira, enquanto o catolicismo representava mais de 70% da população.
Em 2022, o censo demográfico oficial relatou que protestantes ou evangélicos representavam 26,85% da população.